# Classe Enotria
La Classe Enotria era una serie di due motonavi miste merci-passeggeri costruite per l'Adriatica di Navigazione nel 1951 e nel 1952. Rimasero in servizio per la compagnia statale fino al 1975.

## Caratteristiche
Le due unità della classe avevano una stazza lorda di poco superiore alle 5 000 tonnellate (5 173 l'Enotria e 5 207 la Messapia) e disponevano di sistemazioni per 81 passeggeri in prima classe, 44 in seconda e 180 in terza classe. Riprendevano il progetto della Calino, unità entrata in servizio poco prima dell'ingresso dell'Italia nel secondo conflitto mondiale ed affondata durante lo stesso. Con la sfortunata motonave le due unità della classe avevano in comune anche il progettista degli interni, l'architetto veneziano Nino Zoncada.
Gli spazi comuni riservati ai passeggeri di prima classe, posti sul ponte superiore delle navi, comprendevano, da prua a poppa, una veranda con bar, un vestibolo con scalone per i ponti inferiori, una saletta per i bambini, una galleria con uno spazio dedicato alla lettura e il salone da pranzo. Il locale veranda sull'Enotria era decorato da un dipinto di Giovanni Majoli, ispirato alle principali architetture della città di Venezia, che ne occupava tutta la parete poppiera; sempre su disegno di Majoli fu realizzato un mosaico che occupava la parete posta a sinistra dell'ingresso, mentre le tende delle vetrate erano realizzate su disegno di Oscar Saccorotti. Poltroncine e divanetti erano realizzati dalla Cassina su disegno dello stesso Nino Zoncada, mentre le pareti della sala da pranzo, posta a poppa nave, erano decorate con motivi floreali realizzati da Oscar Saccorotti. Sempre Saccorotti realizzò i dipinti, ispirati a Venezia, che decoravano il salone da pranzo della gemella Messapia, sulla quale le pareti dello scalone che portava al vestibolo era interamente rivestito da un mosaico di Giovanni Majoli.

## Servizio

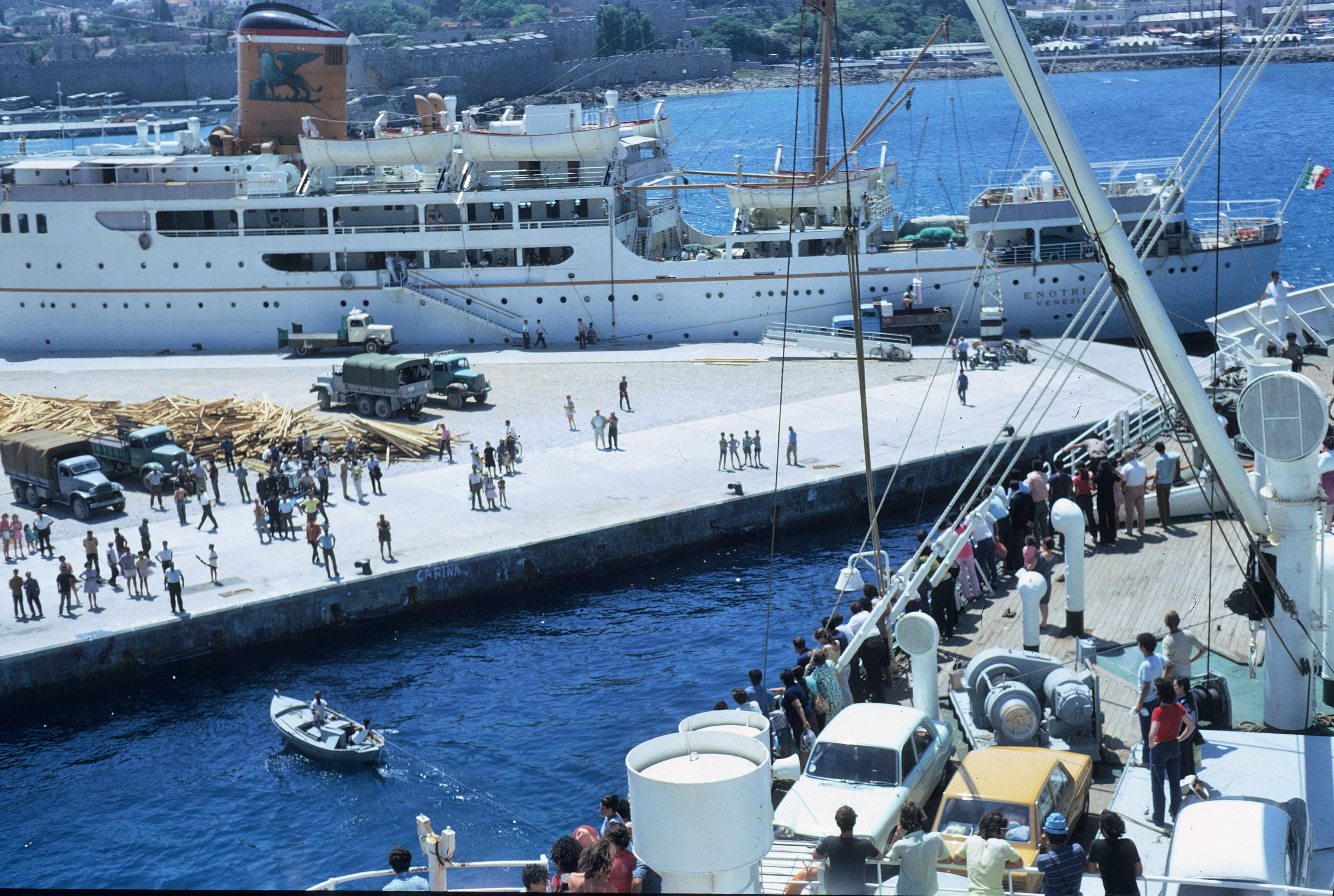
L'Enotria a Rodi nel 1971.

Nel secondo dopoguerra, l'Adriatica di Navigazione affrontò una prima fase di ripristino delle linee di sua competenza, impiegando a questo scopo le pochissime unità sopravvissute al conflitto, alcune unità recuperate dall'affondamento e diverse altre noleggiate da armatori privati. In seguito, sfruttando gli incentivi concessi dalla Legge Saragat dell'8 marzo 1949, la compagnia statale ordinò alcune unità di nuova costruzione: dopo due unità da carico (Udine e Vicenza) fu il turno di due motonavi miste merci - passeggeri, Enotria e Messapia. La prima fu varata, presso i cantieri navali Luigi Orlando di Livorno, il 3 dicembre 1950, venendo consegnata all'Adriatica l'anno seguente. Il 5 gennaio 1952 l'Enotria partì per il suo viaggio inaugurale, con scali a Genova, Alessandria d'Egitto e Beirut, andando ad affiancare l'Esperia sulla linea per l'Egitto, con partenze alternate da Genova e Trieste.
La gemella Messapia fu varata il 23 marzo 1952 ai Cantieri navali di Taranto, venendo consegnata all'Adriatica nel novembre dello stesso anno. Fu destinata alla linea per Grecia, Cipro e Israele, con partenze alternate da Genova e Trieste e scali al Pireo, Limassol e Haifa; dopo l'entrata in servizio della Messapia, anche l'Enotria fu spostata su questa linea, abbandonando il collegamento celere per l'Egitto. Le due gemelle rimasero in servizio su questa linea, occasionalmente allungata con scali di interesse turistico come Rodi, Heraklion, Mykonos e Corfù, fino al 1975, quando l'ormai dirompente successo del trasporto aereo e le ricorrenti crisi politiche nel Medio Oriente avevano reso non più conveniente l'esercizio delle tradizionali navi di linea, imponendo una radicale ristrutturazione della flotta di Stato italiana. Enotria e Messapia furono tra le prime unità di linea tradizionali a essere fermate, venendo poste in disarmo rispettivamente il 29 aprile e il 5 maggio. Entrambe le navi furono vendute al termine della stagione estiva: l'Enotria prese bandiera cipriota e venne ribattezzata Kowther, mentre la Messapia fu ceduta alla saudita Orri Navigation Lines e rinominata Zamzam. La Kowther fu posta in disarmo all'inizio del 1979 e naufragò il 31 dicembre dello stesso anno, spezzandosi in due mentre veniva rimorchiata verso la Spagna per la demolizione; la Zamzam fu invece cancellata dai registri nel 1993.